# Loasa multifida
Loasa multifida är en brännreveväxtart som beskrevs av C. Gay. Loasa multifida ingår i släktet Loasa och familjen brännreveväxter. Inga underarter finns listade i Catalogue of Life.